# Had-Sahary
Had-Sahary (în arabă حد الصحارى) este o comună din provincia Djelfa, Algeria.
Populația comunei este de 30.451 de locuitori (2008).